# Пиреш, Руй
Руй Мигел Герра Пиреш (порт. Rui Miguel Guerra Pires, род. 22 марта 1998, Мирандела) — португальский футболист, полузащитник сингапурского клуба «Лайон Сити Сейлорс».

## Клубная карьера
Пиреш — воспитанник клубов «Мирандела» и «Порту». 7 августа 2016 года в матче против «Авеша» он дебютировал в Сегунда лиге за дублирующий состав последних. Летом 2019 года Пиреш перешёл во французский «Труа». 26 июля в матче против «Ньора» он дебютировал в Лиге 2. В 2021 году Руй помог клубу выйти в элиту. Летом того же года Пиреш на правах аренды перешёл в «Пасуш де Феррейра». 29 августа в матче против «Портимоненсе» он дебютировал в Сангриш лиге.

## Международная карьера
В 2017 году в юношеской сборной Португалии Пиреш завоевал серебряные медали юношеского чемпионата Европы в Грузии. На турнире он сыграл в матчах против команд Грузии, Чехии, Нидерландов и Англии. В поединке против шведов Рафаэл забил гол.

## Достижения
«Лайон Сити Сейлорс»
- Чемпион Сингапура: 2024/25[англ.]

Международные
 Португалия (до 19)
- Серебряный призёр юношеского чемпионата Европы: 2017